# Nacionalni park podzemne rijeke Puerto Princese
Nacionalni park podzemne rijeke Puerto Princesa (filipinski: engleski: Puerto Princesa Subterranean River National Park) na Filipinima osnovan je 1971., a 1999. uvršten je u UNESCOv Popis mjesta svjetske baštine u Aziji. Pokriva područje od 3901 ha, a okružen je s još oko 18.301 ha zaštićenog - koliko je to moguće zaštititi - pojasa.
Ova svjetski poznata turistička znamenitost nalazi se 81 km ili 3 sata vožnje sjeverozapadno od glavnog grada Puerto Princesa otočja i istoimene provincije Palawan, u blizini ribarskog sela Sabang.

## Floraifauna
Biljni i životinjski svijet ovog područja je izuzetno bogat. Do sada je utvrđeno 800 vrsta biljki iz 100 porodica, između ostalog nekoliko vrlo specijaliziranih vrsta kaktusa i 295 vrsta drveća (većina iz porodice Dipterocarpaceae) te 95 vrsta ptica, od kojih je čak 15 vrsta endemskih.
Tu živi 23.779 vrsta kukaca (41 vrsta leptira), mekušaca i člankonožaca. Od 30 poznatih vrsta sisavaca neke su također endemske, a uz to i 19 vrsta gmazova i 10 vrsta vodozemaca. 

## Ponornica Sabang
Najveća turistička atrakcija je ponornica Sabang koja teče kroz krševiti masiv pun krških špilja i šupljina u vapnenačkom tlu i utječe u Južno kinesko more. To je ponornica s najdužim podvodnim plovnim dijelom na svijetu. Od ukupne dužine od 4,2 km, za turističku plovidbu dozvoljena je plovidba samo duž prvih 1,2 km tog podzemnog sustava.
Urušavanjem stropa, u unutrašnjosti se otvara dvorana visoka do 65 m, a rijeka je mjestimice duboka i do 8 m. Na mnogim mjestima stvorili su se stalaktiti, stalagmiti, zavjese i dvorane.
Pored lastavica, spilje su dnevno sklonište za, prema procjenama, oko 40.000 jedinki jedne vrste sitnošišmiša. Intenzivna istraživanja zadnjih godina rezultirala su pronalaženjem nekih životinja, za koje se smatra da su nove, do sada nepoznate vrste, no to još treba proći znanstvenu provjeru da bi se doista moglo tvrditi da su novootkrivene vrste.

## Pojas mangrova
Nakon što ponovo izađe iz podzemlja, rijeka Sabang se zove Poyuy-poyuy. U području plime i oseke obrubljena je mangrovama koje su izrazito bogat ekosustav, a pored toga vrlo značajna zaštita od erozije. 

## Vanjske poveznice
- Puerto Princesa Subterranean River National Park  Arhivirana inačica izvorne stranice od 4. siječnja 2008. (Wayback Machine), Izvještaj s putovanja (Klaus Polak)

|  | Zajednički poslužitelj ima još gradiva o temi Nacionalni park Puerto Princesa Subterranean River |